# Causse de Sévérac
Pour les articles homonymes, voir Sévérac.

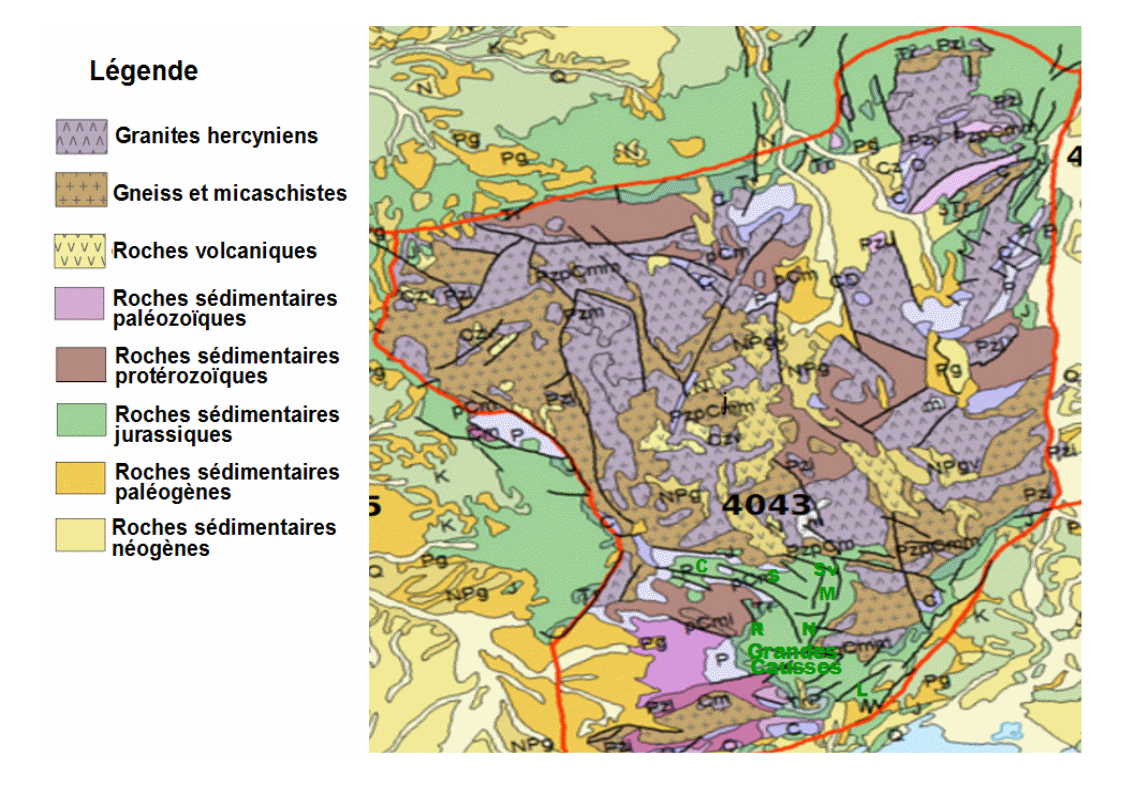
Carte géologique des Grands Causses :
C=Comtal ; S=Séverac ; Sv=Sauveterre ; M=Méjean ; N=Noir ; R=Rouge ; L=Larzac.

Le causse de Sévérac est un plateau calcaire français situé au centre-sud du Massif central. Il fait partie des Grands Causses et du parc naturel régional des Grands Causses. Il doit son nom à la commune de Sévérac-le-Château (Aveyron) autour de laquelle il s'étend.

## Histoire
L'archéologie et la toponymie révèlent que les menhirs sont rares sur ce plateau, mais on peut repérer des tumulus hallstattiens qui se dressent souvent au voisinage des dolmens chalcolithiques, comme dans la région des Bourrines sur le Causse de Sévérac.
La ville chef-lieu de cette région, Sévérac-le-Château, est une place forte depuis l'Antiquité.